# Ruby Huisman
Pour les articles homonymes, voir Huisman.
Ruby Huisman, née le 27 août 1998 à Baarn est une coureuse cycliste néerlandaise. Spécialiste du BMX, elle pratique également la piste.

## Biographie
Ruby Huisman est née à Baarn le 27 août 1998    et commence la course de BMX à l'âge de cinq ans. Elle est championne du monde dans sa catégorie d'âge en 2008 (+10 ans) à Taiyuan en Chine et en 2014 (+15 ans) à Rotterdam. En tant que junior, elle a connu de nombreux succès en 2015 et 2016, couronnés par une victoire aux championnats du monde 2016.
En octobre 2021, elle décide de se tourner vers le cyclisme sur piste. Elle remporte plusieurs médailles aux championnats néerlandais en 2022 et 2023 dans des disciplines de courte durée telles que le sprint, le keirin et le contre-la-montre ; En 2022, elle fait partie de l'équipe gagnante du sprint par équipes avec Kyra Lamberink et Kimberly Kalee. Sur la base de ses résultats, elle reçoit une invitation à la ligue des champions sur piste UCI 2023.

## Palmarès en BMX

### Championnats du monde
- Heusden-Zolder 2015
  -  Médaillée d'argent du contre-la-montre juniors
- Medellin 2016
  -  Championne du monde de BMX juniors
  -  Médaillée de bronze du contre-la-montre juniors
- Bakou 2018
  - 10e du BMX
- Heusden-Zolder 2019
  - 12e du BMX

### Coupe du monde de BMX
- 2017 : 8e
- 2019 : Troisième à Manchester

### Championnats d'Europe
- 2015
  - 2e du championnat d'Europe de BMX juniors
- 2017
  - 4e du BMX

### Coupe d'Europe de BMX
- - 2016 juniors : 2e
  - 2017 : 6e
  - 2018 : 6e

### Championnats des Pays-Bas
- 2017
  - 3e du championnat des Pays-Bas de BMX
- 2021
  -  Championne des Pays-Bas de BMX

## Palmarès sur piste
- 2021
  - 3e de la vitesse par équipes
- 2022
  -  Championne des Pays-Bas de vitesse par équipes
  - 2e du keirin
  - 3e de la vitesse
- 2023
  - 3e du keirin
  - 3e du 500 mètres